# Canton de Blanquefort
Le canton de Blanquefort est une ancienne division administrative française située dans le département de la Gironde et la région Aquitaine. Au redécoupage cantonal de 2014, l'ancien canton de Castelnau-de-Médoc est inclus en grande partie  dans le nouveau canton des Portes du Médoc (5 communes) et pour le reste (commune de Macau) dans le nouveau canton du Sud-Médoc (23 communes au total).

## Géographie
Ce canton était organisé autour de Blanquefort dans l'arrondissement de Bordeaux. Son altitude variait de 0 m (Blanquefort) à 45 m (Eysines) pour une altitude moyenne de 11 m.

## Composition
Le canton de Blanquefort  regroupait six communes et comptait 55 544 habitants (population municipale) au 1er janvier 2010.
| Nom           | Code Insee | Intercommunalité   | Superficie (km2) | Population (dernière pop. légale) | Densité (hab./km2) |
| ------------- | ---------- | ------------------ | ---------------- | --------------------------------- | ------------------ |
| Blanquefort   | 33056      | Bordeaux Métropole | 33,72            | 15 463 (2014)                     | 459                |
| Eysines       | 33162      | Bordeaux Métropole | 12,01            | 21 813 (2014)                     | 1 816              |
| Ludon-Médoc   | 33256      | CC Médoc Estuaire  | 18,69            | 4 373 (2014)                      | 234                |
| Macau         | 33262      | CC Médoc Estuaire  | 19,56            | 3 944 (2014)                      | 202                |
| Parempuyre    | 33312      | Bordeaux Métropole | 21,80            | 8 024 (2014)                      | 368                |
| Le Pian-Médoc | 33322      | CC Médoc Estuaire  | 30,12            | 6 302 (2014)                      | 209                |

## Histoire
De 1833 à 1848, les cantons de Blanquefort et de Castelnau avaient le même conseiller général. Le nombre de conseillers généraux par département était limité à 30.

## Administration

### Conseillers généraux de 1833 à 2015
| Période | Période      | Identité                          | Étiquette                    | Qualité |
| ------- | ------------ | --------------------------------- | ---------------------------- | --- |
| 1833    | 1839 (décès) | Antoine Dariste (1763-1839)       | Majorité gouvernementale     | Médecin, maire de Blanquefort Député (1830-1834) |
| 1839    | 1848         | Jean-Élie Gautier                 | Majorité ministérielle       | Propriétaire à Bordeaux Sous-Gouverneur de la Banque de France Député (1824-1830) Ministre des Finances (1839) Pair de France (1832-1848) Sénateur (1852-1858) |
| 1848    | 1852         | Charles de Bryas                  | Bonapartiste                 | Ancien militaire Propriétaire au Taillan Député (1831-1834, 1835-1837), maire de Bordeaux (1830-1831)                                                          |
| 1852    | 1860         | Guillaume-Édouard Degrange-Touzin |                              | Président de Chambre à la Cour d'appel de Bordeaux |
| 1860    | 1871         | Louis Curé                        | Majorité dynastique          | Chef de bataillon de la Garde Nationale Maire de Bordeaux Député (1857-1869)                                                                                   |
| 1871    | 1874         | Eugène Avril                      | Républicain                  | Ingénieur, entrepreneur de travaux publics à Blanquefort |
| 1874    | 1880         | Amédée Tastet                     | Constitutionnel Bonapartiste | Courtier en vins, propriétaire du château Fleurennes Maire de Blanquefort                                                                                      |
| 1880    | 1881         | Georges, dit Gaëtan Duchesne      | Républicain                  | Propriétaire du Château d'Arche à Ludon-Médoc, conseiller d'arrondissement                                                                                     |
| 1881    | 1886         | Pierre Hyvert                     | Républicain                  | Propriétaire du Château Lescombes, maire d'Eysines (1878-1881)                                                                                                 |
| 1886    | 1892         | Jean-Baptiste Cavalié             | Républicain                  | Propriétaire à Bordeaux Maire de Blanquefort (1878-1880) |
| 1892    | 1904         | Pierre Many                       | Républicain                  | Propriétaire à Paris et à Blanquefort (Château Cambon), conseiller d'arrondissement                                                                            |
| 1904    | 1915 (décès) | Jean-Florimond Marot              |                              | Propriétaire, négociant en vins, adjoint au maire de Bordeaux                                                                                                  |
| 1915    | 1919         | siège vacant                      |                              | |
| 1919    | 1940         | Georges-Aladin Miqueau            | RG                           | Propriétaire, maire du Taillan-Médoc Nommé conseiller départemental en 1943                                                                                    |
|         |              |                                   |                              | |
| 1945    | 1946 (décès) | Antonin Larroque (1873-1946)      | SFIO                         | Sabotier puis ouvrier à la Poudrerie nationale Maire de Saint-Médard-en-Jalles (1925-1941), ancien conseiller d'arrondissement                                 |
| 1947    | 1964 (décès) | Gabriel Lamboley                  | SFIO                         | Retraité des PTT Ancien conseiller municipal de Blanquefort Secrétaire général de la Fédération Ouvrière et Paysanne des Anciens Combattants de la Gironde     |
| 1964    | 1976         | Christian Dussédat                | UDR                          | Membre de plusieurs cabinets ministériels Maire de Saint-Médard-en-Jalles (1953-1977)                                                                          |
| 1976    | 1982         | Raymond Julien                    | MRG                          | Médecin Député (1978-1986) |
| 1982    | 2001         | Pierre Brana                      | PS                           | Ingénieur EDF-GDF Maire d'Eysines (1977-2008) Député (1988-1993 et 1997-2002)                                                                                  |
| 2001    | 2015         | Christine Bost                    | PS                           | Responsable de communication Maire d'Eysines depuis 2008 Élue en 2015 dans le canton des Portes du Médoc                                                       |

### Conseillers d'arrondissement (de 1833 à 1940)
| Période                                  | Période      | Identité                                | Étiquette                         | Qualité |
| ---------------------------------------- | ------------ | --------------------------------------- | --------------------------------- | --- |
| 1833                                     | 1836         | Armand Joseph Ivoy                      |                                   | Ingénieur des Eaux et Forêts, propriétaire, maire de Pian                                                   |
|                                          |              |                                         |                                   | |
| 1848                                     |              | M. Delysse                              |                                   | |
|                                          |              |                                         |                                   | |
| 1877                                     | 1880         | Georges dit Gaëtan Duchesne (1847-1901) | Républicain                       | Propriétaire du Château d'Arche à Ludon-Médoc                                                               |
| 1880                                     | 1881 (décès) | Alexis Despax Vivier                    |                                   | Propriétaire à Saint-Médard-en-Jalles                                                                       |
| 1883                                     | 1889 (décès) | Jean Grelet ainé                        | Républicain                       | Architecte                                                                                                  |
| 1889                                     | 1892         | Pierre Many                             | Républicain                       | Propriétaire à Paris et à Blanquefort                                                                       |
| 1892                                     | 1895         | Gustave Loiseau (1857-1926)             | Républicain                       | Ingénieur à la Poudrerie de Saint-Médard-en-Jalles, propriétaire à Paris                                    |
| 1895                                     | 1907         | Émile Marot                             | Républicain                       | Ingénieur-constructeur à Niort, conseiller municipal de Bordeaux                                            |
| 1907                                     | 1919         | Édouard Durand-Dassier                  |                                   | Négociant à Bordeaux, propriétaire à Parempuyre                                                             |
| 1919                                     | 1931         | Henri Langlois                          | RG                                | Agriculteur, maire de Saint-Aubin, Président du Conseil d'arrondissement                                    |
| 1931                                     | 1937         | Antonin Larroque                        | SFIO                              | Sabotier puis ouvrier à la Poudrerie nationale, maire de Saint-Médard-en-Jalles (1925-1941)                 |
| 1937                                     | 1940         | Amédée Fillon                           | Alliance démocratique et radicale | Maire de Blanquefort                                                                                        |
| 1940                                     |              |                                         |                                   | Les conseils d'arrondissement ont été suspendus par la loi du 12 octobre 1940 et n'ont jamais été réactivés |
| Les données manquantes sont à compléter. |              |                                         |                                   | |

## Démographie
| 1962   | 1968   | 1975   | 1982   | 1990   | 1999   | 2006   | 2011   | 2012   |
| ------ | ------ | ------ | ------ | ------ | ------ | ------ | ------ | ------ |
| 14 534 | 19 032 | 27 454 | 36 400 | 45 278 | 50 511 | 53 744 | 56 751 | 58 153 |